# مسيرة الفيل
مسيرة الفيل  رواية للكاتب البرتغالي الحائز على جائزة نوبل في الأدب جوزيه ساراماغو. نُشرت الرواية لأول مرة في عام 2008، وترجمت إلى اللغة الإنجليزية عام 2010.

## الحبكة
في عام 1551، قدم الملك جواو الثالث ملك البرتغال هدية زفاف غير معتادة للأرشيدوق ماكسيميليان: فيل يُدعى سليمان. كانت رحلة هذا الفيل من لشبونة إلى فيينا محط اهتمام ومتابعة من قبل العلماء والمؤرخين والناس العاديين على حد سواء. استند جوزيه ساراماغو إلى هذه القصة ليصوغ رواية حظيت بترحيب باعتبارها "انتصارًا للغة والخيال والفكاهة".
بدأت رحلة سليمان الفيل وحاميه، صبرو، في ظروف بائسة حيث نُسيا في زاوية من أرض القصر. وعندما أدرك الملك والملكة أن الفيل سيكون هدية زفاف مناسبة، سار الجميع للإعداد لهما: حيث مُنح صبرو بدلتي ملابس جديدتين، ونُظف سليمان تنظيفًا طال انتظاره. عبر الاثنان الحدود إلى إسبانيا عند قلعة رودريغو، حيث التقيا بالأرشيدوق في بلد الوليد.
برفقة الأرشيدوق وزوجته الجديدة والحرس الملكي، يقطع سليمان الفيل وصبرو رحلة عبر قارة ممزقة بسبب الإصلاح الديني والحروب الأهلية. يمرون عبر مدن شمال إيطاليا الشهيرة مثل جنوة، بياشنتسا، مانتوا، فيرونا، فينيسيا، وترينتو حيث كان مجلس ترينتو يعقد جلساته. يواجهون جبال الألب وعبور ممرات إيزركو وبريينر الخطيرة، ثم يبحرون من روزاس عبر البحر الأبيض المتوسط، ولاحقًا يصعدون نهر إن (حيث يتبين أن الفيلة سباحون طبيعيون). أخيرًا، يصلون إلى المدينة الإمبراطورية في دخول مهيب. تُعد رواية «مسيرة الفيل» قصة صداقة ومغامرة.

## المواضيع
يُبرز ساراماغو الجانب العاطفي في جميع البشر والحيوانات،  بغض النظر عن مكانتهم الاجتماعية. لذا تتسم الشخصيات بتنوع من الدرجات والتفاصيل، مثل جهل الملوك، ومرونة الراهب الملائمة في منتصف الليل،  وذكاء السائق (المحّوت) في بيع شعر الفيل للتخلص من الشرور.  يقول عنها سراماغو أن أغلبها عبارة عن خيال محض". ويؤكد:
"لقد كنت مفتونا بفكرة أن رحلة الفيل هي كناية عن الحياة، لأن كل منا يعرف أنه سيموت، ولكن لا أحد يعرف ظروف موته".

## الطبعات
تصدرت الترجمة الإنجليزية للرواية عام 2010، وقد قامت بترجمتها مارغريت جول كوستا.
صدرت الترجمة العربية للرواية عام 2010، وقد قام بترجمتها أحمد عبد اللطيف.

## الجوائز والتقديرات
- في عام 2009، تم ترشيح الرواية لجائزة ساو باولو للأدب في فئة أفضل كتاب للسنة (للنسخة الأصلية باللغة البرتغالية). [8]
- في عام 2011، فازت الترجمة الإنجليزية للرواية بجائزة أكسفورد-فايدنفيلد للترجمة. [9]